# Evangelische Kirche Hahn (Pfungstadt)

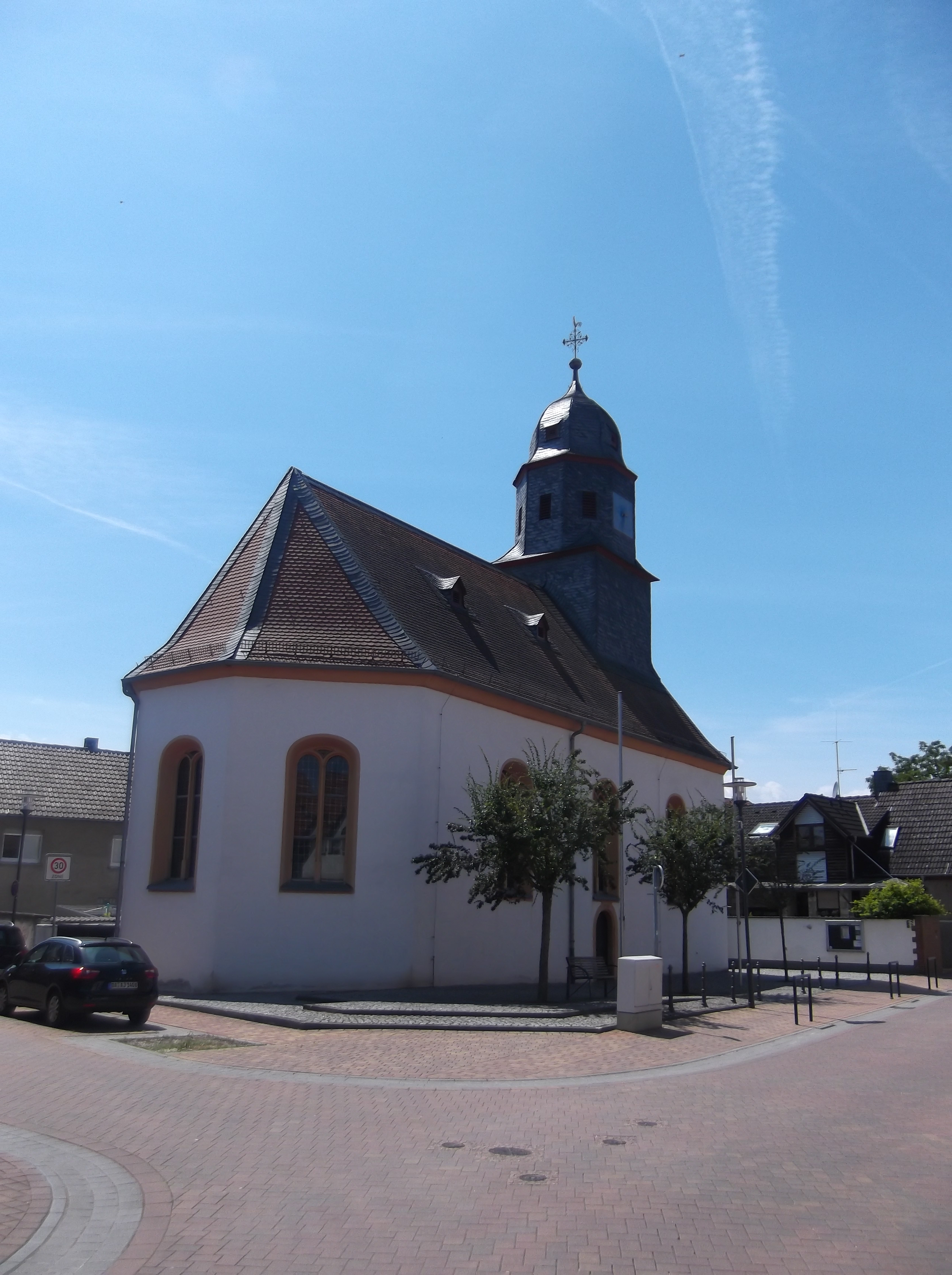
Evangelische Kirche in Hahn bei Pfungstadt.

Die Evangelische Kirche Hahn ist ein Kirchengebäude und Baudenkmal in Hahn und  wurde in den Jahren 1702 bis 1703 unter Landgraf Ernst Ludwig von Hessen-Darmstadt erbaut.

## Lage
Die Kirche befindet sich im Zentrum der Ortslage von Hahn, das seit 1972 ein Teil von Pfungstadt ist. Die im Zentrum des Häuserblocks Gernsheimer-Straße, Hirtenstraße und Kleine Gasse erbaute Kirche kann über entsprechende Fußwege, zum Beispiel vom Kirchweg am Friedhof ausgehend erreicht werden.

## Vorgeschichte
Die ersten Zeugnisse eines Kirchenbaues in Hahn datieren aus dem Jahre 1335. Damals soll es hier eine kleine, der Jungfrau Maria geweihte Kapelle gegeben haben. Diese Kapelle wurde den Urkunden nach von einer Frau Hilge oder Hildegard von Sachsenhausen gestiftet. Das Patronsrecht über die Kapelle hatten damals die Ritter von Frankenstein. Mit der Übernahme der Frankensteiner Herrschaft durch Hessen-Darmstadt ging auch die Baulast der Kapelle an die Landgrafen über.
1696 wurden die „hochbenötigten Reparirungen“ an der Kapelle festgestellt. 1700 meldete das Oberamt Darmstadt dem Landgrafen, dass die Kapelle sich in einem so schlechten Zustand befände, dass die Kosten für die Sanierung heraus geworfenes Geld wären und ein Neubau dringend erforderlich sei.
Im Gegensatz zu den Rittern von Frankenstein, die sich 1628 mit dem Argument, dass sich ihre Bauunterhaltungspflicht nur auf eine Kapelle und nicht auf eine Kirche erstreckte gegen eine entsprechende Umwandlung der Kapelle in eine Kirche gewandt hatten, erkannte Landgraf Ernst Ludwig 1702 seine Baulastverpflichtung auch für den Fall an, dass in Hahn eine Kirche erbaut werde.

## Baugeschichte
Ein Kostenvoranschlag erbrachte die Summe von 1.732 Gulden. Dort hieß es weiter: „Dem Maurer for das alte Mauerwerk abzubrechen 25 Gulden, dem Schlosser for 9 Fenster 90 Gulden, for 6000 Backsteine zu Fenster und zum Pflastern 30 Gulden“. Die Mittel zum Kirchenbau wurden durch eine Kollekte sowie durch Zuschüsse aus allen Kirchenkassen des Landes beschafft. Für das Material trug der Landgraf Sorge. Für die Fuhrarbeiten mussten die Bewohner von Hahn mit dem damals zugehörigen Eich sorgen. Die Mauersteine stammten aus dem Bessunger Steinbruch. Der Landgraf lieferte 190 Zuber Kalk aus dem herrschaftlichen Ofen bei Hochstätten und 16,5 Zuber aus der Stockstädter Ziegelhütte für 77 Gulden. Der Gemeinde wurde zudem eine eineinhalbjährige Steuerfreiheit gewährt und es wurde erlaubt, Sammlungen durchzuführen.
Die Pläne für den Kirchenbau stammten von Johann Nikolaus Schäfer.
Am 3. Januar 1702 wurde mit den beiden Zimmermeistern Matthes Lose von Eberstadt und Niclas Grüning von Pfungstadt ein Vertrag abgeschlossen, wonach ihnen für einen Lohn von 230 Gulden und 10 Malter Korn der Kirchenbau übertragen wurde. Das größte Problem in der Bauzeit war Säumigkeit der Materiallieferanten.
Der Gottesdienst fand in den zwei Jahren Bauzeit im Rathaus statt. Nach Drängen des Landgrafen gingen die Bauarbeiten schneller voran. Der Kirchbau kostete letztendlich nur 1447 Gulden – ohne Fuhrlohn.
Wann die Kirche geweiht wurde, ist nicht bekannt. Der heutige Kirchweihtermin ist der erste Sonntag nach Michali, was aber auch auf einer älteren Tradition beruhen kann.
In einem Inventarium aus dem Jahre 1821 heißt es:
Die Kirche von Stein aufgeführt, von 2 Seiten mit Mauer umgeben, dermalen in gutem Zustand, in der Hauptstraße des Ortes gelegen und im Brandassecurationscataster sub 34 mit 6500 Gulden assecuiert, Der Thurm den genädigsten Herrschaft baut und unterhält, von Eichenholz aufs Kirchendach gestellt und mit Schiefern gedeckt, ohngefähr 50 Schuh hoch, das unterste Gesetz 15 schuh im Quadart, in der Spitze ein runder Knopf und auf demselben ein eisenernes Kreuz mit einem Wetterhahn.

## Moderne
Das Großherzögliche Haus von Hessen Darmstadt hatte die Baulast bis 1905 inne, als sie mit 6350 Mark abgelöst wurde.
Einen großen Einschnitt musste die Kirche am 15. Juli 1917 hinnehmen, nachdem die große Glocke und die zinnernen Orgelpfeifen für Rüstungszwecke kriegsbedingt enteignet wurden.
Schwärzester Tag für die Kirche und den ganzen Ort Hahn wurde der 24. März 1945: Nachdem Volkssturmeinheiten einen amerikanischen Aufklärer mit Karabinern aus dem Kirchturm heraus beschossen hatten, wurde Hahn bombardiert. Dabei wurden fast 80 % der Kirche zerstört und das Dach komplett abgedeckt, so dass kein Gottesdienst mehr in der Kirche abzuhalten war. Nach einer Notinstandsetzung im Jahre 1948 konnte die Kirche wieder genutzt werden.
In den Jahren 1956 und 1957 wurde die Kirche gründlich saniert. 1965 wurde das Glockenspiel um eine Glocke erweitert, so dass nun drei Glocken läuten können. 1974 bekam die Kirche eine neue elektronische Orgel. Die letzte große Sanierung fand 1996 und 1997 statt. Seitdem ist die Hahner Kirche mit einem transportablen Altar und Stühlen statt Bänken ausgestattet.
Die Kirche ist ein Kulturdenkmal aufgrund des Hessischen Denkmalschutzgesetzes.

## Kanzel
Als künstlerisches Kleinod und ganzer Stolz der evangelischen Kirchengemeinde Hahn steht die Kanzel in der Kirche. Auf ihr sind alle vier Evangelisten abgebildet. Sie stammt ursprünglich aus der Schlosskapelle des Jagdschlosses Kranichstein – nach anderen Angaben aus der Schlosskapelle in Darmstadt – und war im Jahre 1703 ein Geschenk des Landgrafen Ernst Ludwig an die Gemeinde. Eine Legende besagt, dass der Kanzelfuß vom künstlerisch begabten Landgrafen selbst gedrechselt worden sei. Die Kanzel ist auch auf dem Siegel der evangelischen Kirchengemeinde abgebildet.